# Pierina Gilli
Pierina Gilli (Montichiari, 3 de agosto de 1911 — Montichiari, 2 de janeiro de 1991) foi uma enfermeira católica italiana. Ela morreu quando tinha 79 anos de idade. É conhecida principalmente como a vidente mística a quem a Santíssima Virgem Maria revelou-se como «Maria, Rosa Mística», dando mensagens especialmente focadas no que diz respeito ao papel maternal de Nossa Senhora em relação às almas de vida consagrada, tanto os sacerdotes quanto os membros masculinos e femininos (frades e freiras) das ordens e congregações religiosas dentro da Igreja Católica Romana.

## Ligações internas
- Nossa Senhora Rosa Mística